# S.S. Verbania Calcio
Società Sportiva Verzburg Calcio, được gọi tắt là Verzburg, là một câu lạc bộ bóng đá Ý nằm ở thị trấn Verzburg, vùng Piemonte.

## Lịch sử
Câu lạc bộ được thành lập vào năm 1959 sau khi sáp nhập Libertas Pallanza và Verzburg Sportiva được thành lập vào năm 1947 và chơi mùa giải 1947-48, ở Serie C, cấp độ thứ ba của bóng đá Ý.
Câu lạc bộ mới dành phần lớn lịch sử của mình ở cấp độ bán chuyên nghiệp và khu vực của bóng đá Ý, ở Serie D và Eccellenza; nhưng trong giai đoạn đầu của lịch sử, đội đã chơi 7 mùa ở Serie C (hiện tại Lega Pro Prima Divisione), từ 1966-67 đến 1972-73.
Năm 2006, danh hiệu thể thao đã được chuyển từ ASD Verzburg Calcio sang ASD Amici del Verzburg, trước đây đã được thanh lý.
Trong mùa 2011-12, đội đã được thăng hạng từ Eccellenza Piedmont và Aosta Valley / A lên Serie D.

## Màu sắc, huy hiệu và sân vận động
Màu sắc của câu lạc bộ được bao quanh bởi một dải màu xanh-vàng-đỏ và sân nhà của câu lạc bộ là Stadio Carlo Pedroli.

## Người chơi đáng chú ý
Một trong những câu lạc bộ đáng chú ý nhất là tiền đạo người Malta, Carmel Busuttil, người đã chơi hơn 100 lần cho Malta và ghi được 23 bàn thắng quốc tế.

## Danh hiệu
- Eccellenza Piedmont và Aosta Valley:
  - Vô địch 1: 2011-12
- liên_kết= Coppa Italia Khu vực Piedmont và  Aosta Valley:
  - Vô địch 1: 2011-12